# اوگو اهیوگو
اوگو اهیوگو (به انگلیسی: Ugo Ehiogu) بازیکن فوتبال زادهٔ ۳ نوامبر ۱۹۷۲ درگذشته ۲۱ آوریل ۲۰۱۷ (۴۴ سال) اهل کشور انگلستان که سابقهٔ بازی در تیم ملی فوتبال انگلستان را در کارنامهٔ خود داشت. وی در تاریخ ۲۳ مه ۱۹۹۶ نخستین بازی ملی خود را در مقابل تیم ملی فوتبال چین انجام داد و با حضور در ۴ بازی ملی، در تاریخ ۲۷ مارس ۲۰۰۲ واپسین بازی ملی‌اش را در برابر تیم ملی فوتبال ایتالیا برگزار کرد.
این بازیکن توانست در بازی‌های ملی، ۱ گل به ثمر برساند.